# 梅里登 (新罕布什爾州)
梅里登（英語：Meriden）是位於美國新罕布什爾州沙利文縣的非建制地區。

## 歷史
梅里登的郵局自1824年營運至今。

## 地理
梅里登所處的海拔為高於海平面283米（即928英呎），而該地所採用的時區為UTC-5，即北美东部时区（EST）。同時該地設有夏令時間，為UTC-5調快一小時，即UTC-4（EDT）。